# Iso-Naakkima
Iso-Naakkima este un lac în Savonia de Sud, Finlanda, la aproximativ 10 km sud de orașul Pieksämäki.

## Date generale
Lacul are o suprafață de 11,14 km² și luciul apei este situat la aproximativ 111 m altitudine.
În partea nord-vestică a lacului se află un crater de impact care este erodat. Craterul este unul dintre cele mai vechi cunoscute, aproximativ 1,2 miliarde ani (900 miloane - 1,2 miliarde ani, Mezoproterozoic). La momentul impactului, continentul Baltica (nord-estul Europei moderne) a fost situat în apropiere de ecuator. Craterul este umplut recent cu sedimente (cuaternar) și nu este vizibil la suprafață. Existența sa a fost descoperită după ce s-au observat anomalii geofizice care erau circulare, acestea sunt concentrate într-o regiune de 3 km în diametru; rămășița reală este de aproximativ 2 km lățime și 160 m adâncime. Existența sa a fost ulterior confirmată de rezultatele de foraj. Descoperirea a fost facută în 1989 și, prin urmare, Iso-Naakkima este a patra structură de impact cunoscută în Finlanda.

## Referințe

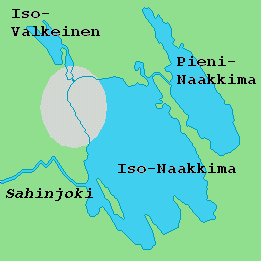
Lacul Iso-Naakkima cu craterul de impact (craterul este gri în imagine)